# トルコマーンチャーイ条約
トルコマーンチャーイ条約（トルコマーンチャーイじょうやく、露: Туркманчайский мирный договор、波: عهدنامه ترکمنچای、英: Treaty of Turkmenchay）は、1828年にロシア帝国とガージャール朝の間で結ばれた条約。

## 概要
第二次ロシア・ペルシア戦争において、ロシア軍がタブリーズを陥落させた。これを契機としてタブリーズに近いトルコマンチャーイで講和条約が結ばれた。本条約の16ヶ条のほか、商業に関する9ヶ条がある。
この中で、北アゼルバイジャン、アルメニアをロシアに割譲すること、ロシアの領事裁判権を認めること、カスピ海におけるロシア軍艦の独占通行権を認めること、500万トマンの賠償金を支払うことなどが定められた。
この条約を皮切りとして、ガージャール朝は他の西欧列強とも不平等条約を締結していった。